# Їма
Їма (кит. спр. 义马市, піньїнь: Yìmă Shì) — місто-повіт у центральнокитайській провінції Хенань, складова міста Саньменься.

## Географія
Їма розташовується на сході префектури, в горах Фуню.

### Клімат
Місто знаходиться у зоні, котра характеризується вологим субтропічним кліматом. Найтепліший місяць — липень із середньою температурою 25.9 °C (78.6 °F). Найхолодніший місяць — січень, із середньою температурою -0.6 °С (30.9 °F).
| Клімат Їми              | Клімат Їми | Клімат Їми | Клімат Їми | Клімат Їми | Клімат Їми | Клімат Їми | Клімат Їми | Клімат Їми | Клімат Їми | Клімат Їми | Клімат Їми | Клімат Їми | Клімат Їми |
| Показник                | Січ.       | Лют.       | Бер.       | Квіт.      | Трав.      | Черв.      | Лип.       | Серп.      | Вер.       | Жовт.      | Лист.      | Груд.      | Рік        |
| Середня температура, °C | −0,6       | 1,6        | 7,5        | 14,1       | 19,6       | 24,3       | 25,9       | 24,9       | 19,6       | 14,1       | 7,1        | 1,1        | 13,3       |
| Норма опадів, мм        | 6.8        | 11.2       | 25.7       | 45.1       | 55.5       | 66.9       | 143.3      | 98.3       | 91.2       | 51         | 26.7       | 7.3        | 629        |
| Днів з опадами          | 3,3        | 4,3        | 6,7        | 8,9        | 8,8        | 9          | 13,1       | 11,7       | 12,4       | 9,6        | 6,7        | 3          | 97,5       |
| Вологість повітря, %    | 57         | 58.5       | 59.2       | 60.5       | 60.5       | 58.4       | 72.7       | 75.3       | 74.1       | 70.8       | 67.7       | 61.2       | 64.7       |
| ----------------------- | ---------- | ---------- | ---------- | ---------- | ---------- | ---------- | ---------- | ---------- | ---------- | ---------- | ---------- | ---------- | ---------- |
| Джерело: Weatherbase    |            |            |            |            |            |            |            |            |            |            |            |            |            |